# Eumenes henricus
Eumenes henricus är en stekelart som beskrevs av Cameron 1908. Eumenes henricus ingår i släktet krukmakargetingar, och familjen Eumenidae. Inga underarter finns listade i Catalogue of Life.